# Vibhuti (Yoga)
Vibhuti (Sanskrit, f.,विभूतिः, vibhūti) bedeutet im Yoga die Erlangung besonderer geistiger Kräfte. Sie werden im Yoga-Sutra des Patanjali im dritten Kapitel genannt. Im zehnten Gesang der Bhagavadgita werden diese Kräfte durch den Avatar Krishna als besondere Verwirklichungen des Göttlichen aufgezählt. Sie sind weitgehend identisch mit den Siddhis.